# Katsuki Kiyoshi

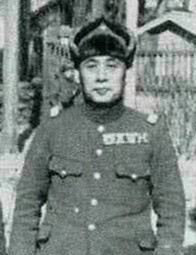
Katsuki Kiyoshi

Katsuki Kiyoshi (japanisch: 香月清司; * 6. Oktober 1881 in der Präfektur Saga; † 29. Januar 1950) war ein japanischer Offizier und zuletzt Generalleutnant der Kaiserlichen Armee, der im Zweiten Japanisch-Chinesischen Krieg von Juli bis August 1937 letzter Oberbefehlshaber der Garnisonsarmee China sowie im Anschluss zwischen August 1937 und Mai 1938 Oberbefehlshaber der wieder aufgestellten 1. Armee war.

## Leben
Katsuki Kiyoshi absolvierte eine Offiziersausbildung an der Heeresoffizierschule (Rikugun Shikan Gakkō), die er 1912 abschloss. Daraufhin trat er in die Kaiserlichen Armee (Dai-Nippon Teikoku Rikugun) ein und fand in der Folgezeit zahlreiche Verwendungen als Offizier. 1912 war er auch Absolvent der Heereshochschule (Rikugun Daigakkō). Nach verschiedenen weiteren Verwendungen als Offizier und Stabsoffizier war er zwischen dem 6. März und dem 20. Juli 1921 zunächst Instrukteur an der Heeresinfanterieschule sowie anschließend vom 20. Juli 1921 bis zum 10. April 1924 Instrukteur an der Heereshochschule, wobei er in dieser Verwendung am 6. August 1923 auch zum Oberst (taisa) befördert wurde. Anschließend war er zwischen dem 10. April 1924 und dem 1. Mai 1925 erst Kommandeur des 60. Infanterieregiments und daraufhin vom 1. Mai 1925 bis zum 2. März 1926 Kommandeur des 8. Infanterieregiments. Nachdem er zwischen dem 2. März 1926 und dem 26. Juli 1927 abermals Instrukteur an der Heereshochschule war, fungierte er vom 26. Juli 1927 bis zum 28. Januar 1929 als Leiter des Referats Militärische Verwaltung des Büros für Militärdienste im Heeresministerium (Rikugun-shō).
Nach seiner Beförderung zum Generalmajor (shōshō) am 28. Januar 1929 war Katsuki zwischen dem 28. Januar 1929 und dem 1. August 1930 Kommandeur der 30. Infanteriebrigade. Anschließend lehrte er zwischen dem 1. August und dem 22. Dezember 1930 erneut als Instrukteur an der Heereshochschule und war daraufhin vom 22. Dezember 1930 bis zum 11. April 1932 stellvertretender Kommandant der Heereshochschule. Daraufhin war er zwischen dem 11. April 1932 und dem 18. März 1933 stellvertretender Kommandant der Heeresinfanterieschule sowie nach seiner Beförderung zum Generalleutnant (chūjō) am 18. März 1933 vom 18. März 1933 bis zum 15. März 1935 schließlich Kommandant der Heeresinfanterieschule. Danach war er als Nachfolger von Generalleutnant Otani Kazuo vom 15. März 1935 bis zu seiner Ablösung durch Generalleutnant Yoshishige Shimizu am 7. März 1936 Kommandeur der 12. Division (Dai-jūni Shidan), der sogenannten „Schwert-Division“ (Ken-heidan). Nachdem er zwischen dem 7. und dem 23. März 1936 kurzzeitig zum Generalstab (sambō hombu) abgeordnet war, übernahm er zwischen dem 23. März 1936 und dem 1. März 1937 den Posten als Kommandeur der Kaiserlichen Garde-Division (Konoe shidan) sowie daraufhin vom 1. März bis zum 2. August 1937 Generaldirektor des Generalinspektorats für militärische Ausbildung (Kyōiku sōkanbu), dessen Generalinspekteur zu dieser Zeit Feldmarschall Terauchi Hisaichi war.
Während dieser Zeit kam es zum Zwischenfall an der Marco-Polo-Brücke am 7. Juli 1937, ein Feuergefecht zwischen Soldaten der Kaiserlich Japanischen Armee und der Nationalrevolutionären Armee der Republik China. Dieses Ereignis wird allgemein als auslösend für den Zweiten Japanisch-Chinesischen Krieg angesehen. Nachdem eine Woche später Generalleutnant Tashiro Kan’ichirō verstorben war, wurde Generalleutnant Katsuki am 12. Juli 1937 dessen Nachfolger als Oberbefehlshaber der Garnisonsarmee China (Shina Chūtongun). Aus dieser ging am 26. Juli 1937 die wieder aufgestellte 1. Armee (Dai-ichi-gun) hervor, deren erster Oberbefehlshaber er bis zu seiner Ablösung durch General Umezu Yoshijirō am 30. Mai 1938 war. Er nahm mit dieser zwischen dem 25. und 31. Juli 1937 zunächst an der Schlacht um Peking-Tianjin während des Zweiten Japanisch-Chinesischen Kriegs in der nahen Umgebung der Städte Beiping, heute Peking (Beijing), und Tianjin (Tientsin) teil. Nach dem dortigen japanischen Sieg nahm er mit der 1. Armee noch an der Chahar-Operation (8. bis 27. August 1937) sowie an der Schlacht um Taiyuan vom 11. September bis 9. November 1937 in der Provinz Shanxi teil, die ebenfalls mit einem japanischen Sieg endete. Nachdem er vom 20. Mai bis zum 29. Juli 1938 erneut zum Generalstab abgeordnet war, trat er am 29. Juli 1938 in den Ruhestand.

## Hintergrundliteratur
- Long-hsuen Hsu, Chang Ming-kai: History of The Sino-Japanese War (1937–1945), 2. Auflage, Chung Wu Publishing, Taipeh 1971

## Weblink
- Katsuki, Kiyoshi. In: The Generals of WWII (generals.dk). Abgerufen am 19. Juli 2023 (englisch).

| Personendaten    | Personendaten                                                          |
| ---------------- | ---------------------------------------------------------------------- |
| NAME             | Katsuki Kiyoshi                                                        |
| ALTERNATIVNAMEN  | 香月清司 (japanisch)                                                   |
| KURZBESCHREIBUNG | japanischer Offizier, Generalleutnant der Kaiserlich-Japanischen Armee |
| GEBURTSDATUM     | 6. Oktober 1881                                                        |
| GEBURTSORT       | Präfektur Saga                                                         |
| STERBEDATUM      | 29. Januar 1950                                                        |